# Мария Моденская
Мари́я Моде́нская (итал. Maria di Modena, англ. Mary of Modena; 5 октября 1658 года, Модена — 7 мая 1718 года, Париж) — дочь герцога Моденского Альфонсо IV д’Эсте; королева Англии, Шотландии и Ирландии, супруга короля Якова II.
Мария, набожная католичка, вышла замуж за овдовевшего герцога Йоркского и предполагаемого наследника короля Англии и Шотландии Джеймса Стюарта, исповедовавшего католицизм. Молодая герцогиня была близка как с супругом, так и с его дочерьми от предыдущего брака с Анной Хайд. Основной целью брака Марии и Джеймса было появление в королевской семье наследника мужского пола, поскольку брат Джеймса, король Карл II, законных детей не имел. За первые десять лет брака герцогиня перенесла десять беременностей, все они закончились выкидышами, рождением мёртвых детей и детей, умиравших в детстве или младенчестве. Долгожданный наследник появился на свет уже после того, как Джеймс унаследовал английский и шотландский троны под именем Якова II.
Рождение Джеймса Фрэнсиса Эдуарда сопровождалось скандалом и обвинением королевской четы со стороны протестантов в подмене умершего принца другим ребёнком. Это, а также непопулярная религиозная политика Якова II, привело к свержению короля и бегству королевской четы во Францию. Здесь Мария, прозванная якобитами (сторонниками Якова II) «королевой за морем», вместе с супругом поселилась в Сен-Жерменском дворце под покровительством французского короля Людовика XIV. Во Франции в 1692 году «королева за морем» родила своего последнего ребёнка — дочь Луизу Марию — и овдовела девять лет спустя. После смерти супруга Мария была названа регентом при сыне, ставшим претендентом на трон под именем Якова III. Она много времени проводила в монастыре Шайо и помогала сторонникам сына и покойного мужа. В 1712 году в результате болезни скончалась дочь Марии, а ещё через год Джеймс Фрэнсис Эдуард лишился поддержки Людовика XIV и был выслан из Франции. Бывшая королева умерла после длительной болезни в 1718 году.

## Ранняя жизнь и брачные планы
Мария Беатриче д’Эсте родилась 5 октября 1658 года в Модене, столице одноимённого герцогства, и была вторым ребёнком и единственной дочерью из троих детей в семье герцога Альфонсо IV д’Эсте и мазаринетки Лауры Мартиноцци. Второе имя девочка получила в честь Святой Беатрисы. Отец Марии заболел туберкулёзом незадолго до рождения дочери; он умер в 1662 году за несколько месяцев до того, как Марии исполнилось четыре года. Новым герцогом Модены и Реджио стал единственный выживший брат принцессы — Франческо II д’Эсте, который был на два года младше Марии, а их мать Лаура стала регентом при малолетнем сыне.
Лаура воспитывала детей в строгости и особое внимание уделяла их образованию, благодаря чему Мария бегло говорила на французском и итальянском языках, хорошо знала латынь и позднее превосходно освоила английский; кроме того, девочка увлекалась музыкой, любила читать и кататься на лошадях. Большую часть года маленькая принцесса с братом проводила в Модене, однако на лето герцогская семья переезжала в пригородный дворец в Сассуоло в десяти милях юго-западнее столицы. Позднее Мария писала, что время, проведённое в Сассуоло, было лучшим в её жизни. К четырнадцати годам, завершив обучение в монастыре кармелиток, принцесса изъявила желание стать монахиней, однако мать девочки решила, что Мария окажет бо́льшую услугу католической церкви, став женой недавно овдовевшего герцога Йоркского и предполагаемого наследника английского и шотландского престолов Джеймса Стюарта.
Предложение о браке с Джеймсом Стюартом поступило в конце 1672 или начале 1673 года, однако Лаура Мартиноцци тянула с ответом, поскольку рассчитывала выдать дочь за одиннадцатилетнего короля Испании Карла II. Предположительно Марию в жёны Джеймсу первоначально предложила королева Екатерина Брагансская. Моденская принцесса не была единственной претенденткой на брак с герцогом Йоркским и, поскольку договориться о браке с испанским двором не удалось, Лаура Мартиноцци приняла предложение английского двора. Брак по доверенности между Марией и Джеймсом был заключён 30 сентября 1673 года, за несколько дней до пятнадцатилетия принцессы. Сама Мария, которую посланник Джеймса граф Питерборо описывал как особу «высокую с прекрасной фигурой», не была впечатлена планами матери: они ничего не слышала об Англии и не желала выходить замуж за человека, который родился раньше её собственного отца. В частной беседе с Питерборо Мария предположила, что любая из её тёток больше подошла бы на роль жены принца, нежели она сама. Однако обстоятельства были против Марии: этот брак был выгоден французскому королю Людовику XIV, который желал иметь в Англии как можно больше друзей-католиков и в чью сферу влияния входила Модена. Кроме того, Лауру в этом вопросе поддержал папа Климент X, написавший Марии письмо, в котором говорил о выгоде союза с английским принцем.
Вскоре после брачной церемонии Мария отбыла в Англию. По пути она остановилась в Париже, где была тепло принята французским королём, подарившим ей брошь стоимостью восемь тысяч фунтов. В Англии приём был гораздо холоднее: парламент, сплошь состоявший из протестантов, неадекватно отреагировал на брак, посчитав его папистским заговором против страны; позднее английская общественность наградила Марию, до вступления Джеймса на престол известную по герцогскому титулу, прозвищем «папская дочка». Члены парламента грозились аннулировать брак, однако король Карл II отговорил их, поскольку такое решение могло навредить репутации королевской семьи.

## Герцогиня Йоркская

### Герцогский двор

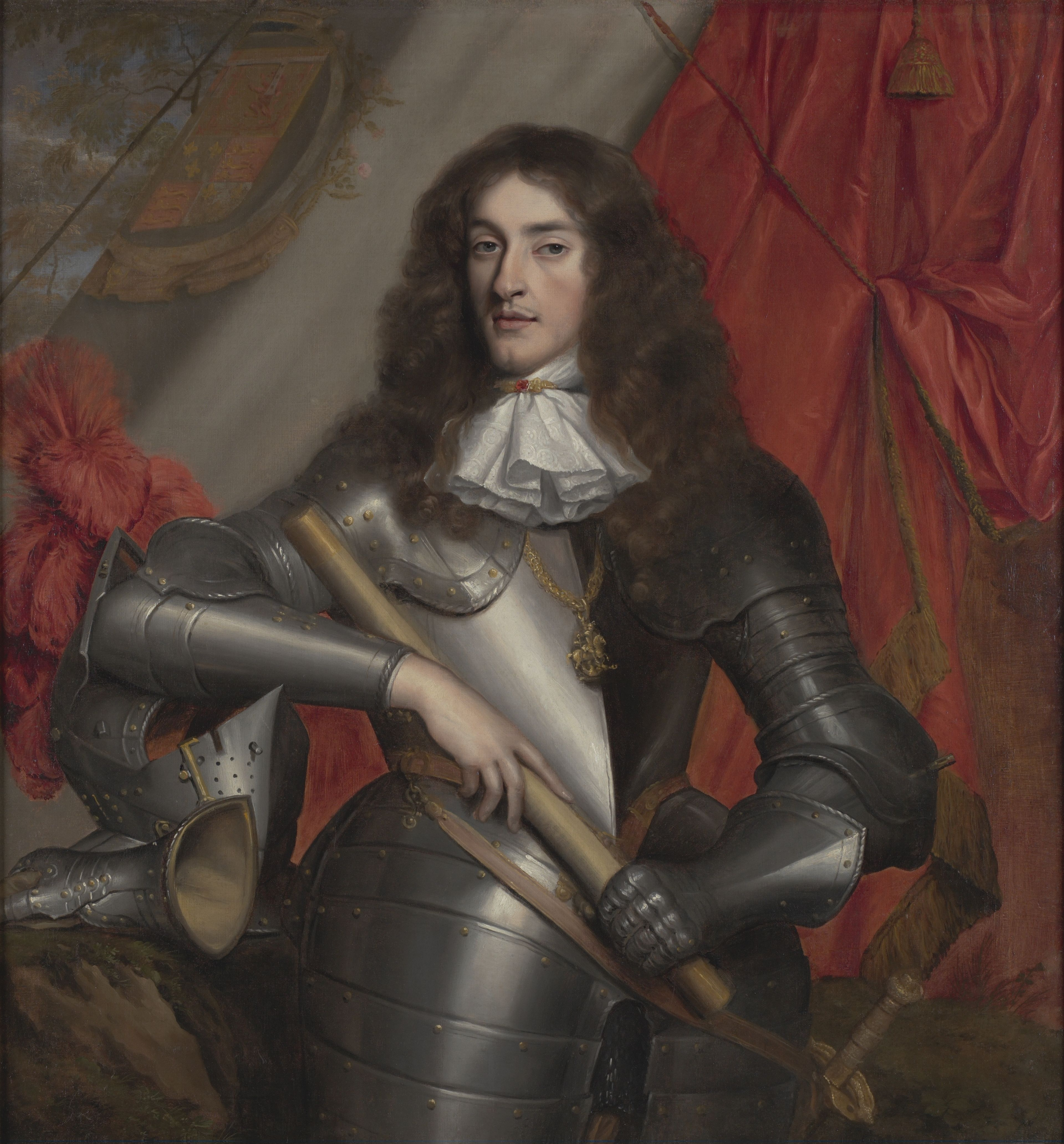
Джеймс, герцог Йоркский, в 1660—1665 годах.
Портрет кисти Джона Майкла Райта

Джеймс Стюарт был старше своей супруги на двадцать пять лет; кроме того, лицо его было изуродовано оспой, и он заикался. Ещё при жизни первой супруги, Анны Хайд, герцог Йоркский обратился в католичество, которым увлёкся вместе с женой во время пребывания за рубежом до реставрации монархии. На второй брак Джеймса возлагались большие надежды: католики полагали, что герцогиня-католичка поможет супругу вернуть страну в лоно католической церкви; английский двор же надеялся, что Мария подарит супругу и всей Англии наследника мужского пола, поскольку король Карл II законных детей не имел, а от предыдущего брака у Джеймса были только две дочери.
Мария прибыла в Лондон в ноябре 1673 года. Она впервые встретилась со своим супругом 23 ноября, в день второй брачной церемонии. Джеймс был доволен невестой, чего нельзя было сказать о самой Марии, которая сначала невзлюбила супруга и заливалась слезами всякий раз, когда видела его. Позднее отношения с супругом у Марии наладились, и она искренне полюбила Джеймса. Вскоре после прибытия Марии в Англию Джеймс представил ей своих дочерей со словами «я привёл вам новых партнёров для игр». Марии очень быстро удалось сблизиться с леди Марией, которая была на четыре года младше герцогини; с леди Анной отношения поначалу складывались намного сложнее, но Марии с помощью игр удалось добиться и её любви.
Мария ежегодно получала пять тысяч фунтов на собственные нужды и содержание своего двора, который возглавляла Кэри Фрейзер, графиня Питерборо. Двор герцогини в большинстве своём состоял из тех, кого выбрал её супруг; среди них оказались и Фрэнсис Стюарт и Анна Скотт — отвергнутая любовница короля Карла II и жена его бастарда соответственно. При английском дворе одним из главных развлечений были азартные игры, которые Мария ненавидела; несмотря на это, её фрейлинам удавалось втянуть герцогиню в игры почти каждый день. Они полагали, что если она откажется, то может заболеть; Мария накопила незначительные карточные долги, которые были полностью погашены её супругом.
10 января 1675 года Мария родила своего первого ребёнка — дочь Екатерину Лауру, названную в честь королевы Екатерины и матери Марии. Рождение девочки и её последующая смерть 3 октября того же года ознаменовали начало длительного периода в жизни герцогской четы, когда у Марии случались выкидыши, рождались мёртвые дети, а также дети, умиравшие в младенчестве. В этот период герцогиня стала как никогда близка с принцессой Марией, в 1677 году вышедшей замуж за своего кузена принца Оранского Вильгельма III. Герцогиня Мария вместе с леди Анной инкогнито навестила принцессу в Гааге в 1678 году.

### Папистский заговор и ссылка

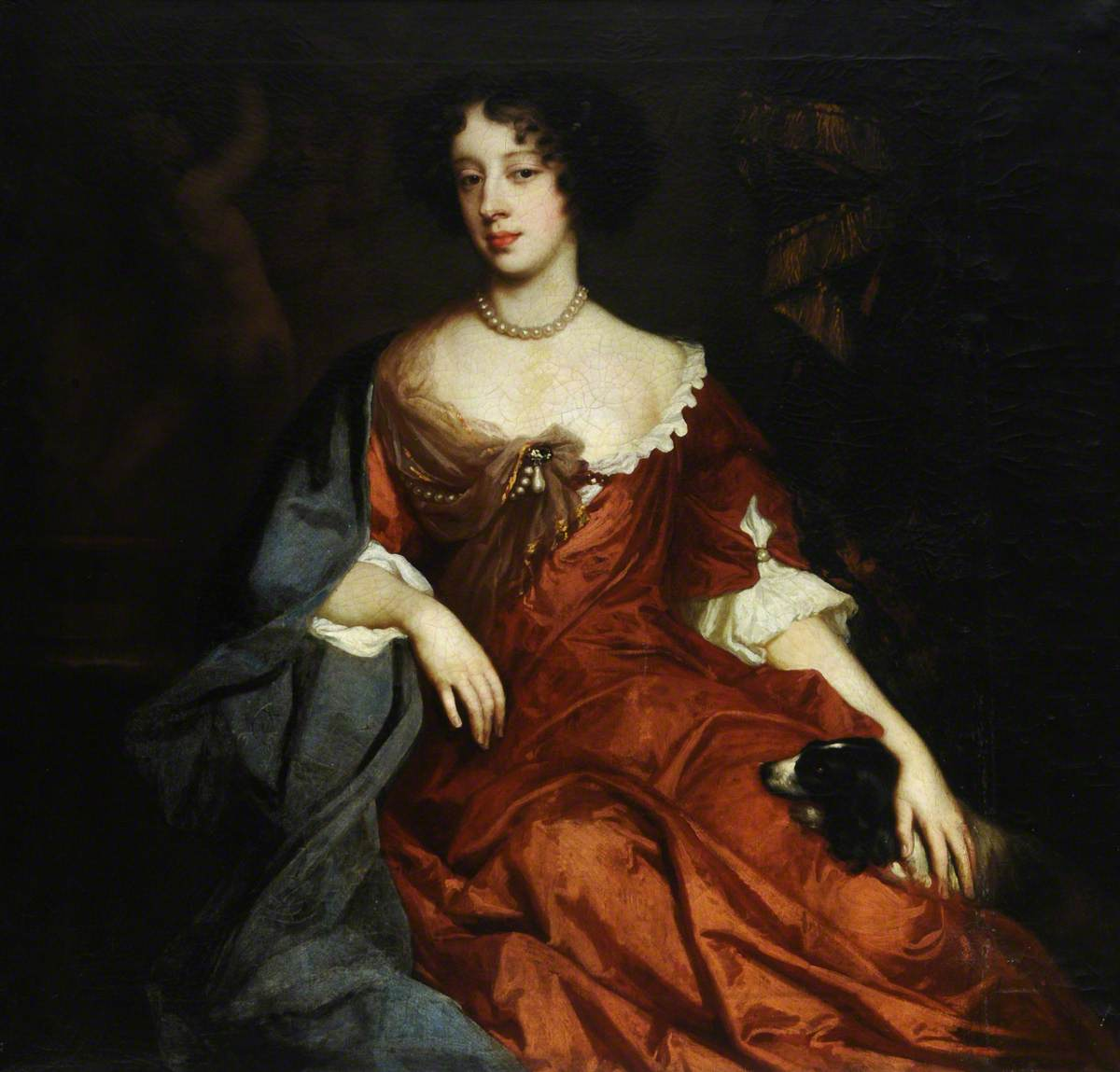
Портрет Марии Моденской работы неизвестного художника, 1678 год

В 1678 году Титус Оутс объявил о заговоре католиков с целью убийства короля-протестанта Карла II. Среди обвинённых в заговоре оказались секретарь герцогини Эдвард Колмен, личный врач королевы Екатерины Джордж Уэйкмен и пятеро дворян — маркиз Поуис, виконт Стаффорд, барон Арунделл, барон Петре и барон Билейсис. В стране началась антикатолическая истерия, которая привела к появлению Билля об отводе, инициатором которого был граф Шефтсбери; целью билля было отстранение от престолонаследия супруга Марии. Позднее Оутс признался, что никакого заговора не существовало. Хотя неясно, каким образом выбирались имена предполагаемых заговорщиков, было установлено, что секретарь Марии вёл переписку с французским иезуитом, что дало основания осудить его на смертную казнь за государственную измену. Репутация герцогской четы оказалась запятнанной. Мария и Чарльз были высланы в Брюссель, находившийся под властью испанского короля Карла II; официальной причиной поездки стал длительный визит в гости к принцессе Марии и её супругу Вильгельму. Вместе с герцогской четой в поездку отправились их двухлетняя дочь Изабелла и дочь Джеймса леди Анна; кроме того, Марию сопровождала её фрейлина Кэтрин Седли, с которой у Джеймса завязалась длительная внебрачная связь, огорчавшая герцогиню. В этот сложный для неё период Марию навестила мать, проживавшая в Риме.

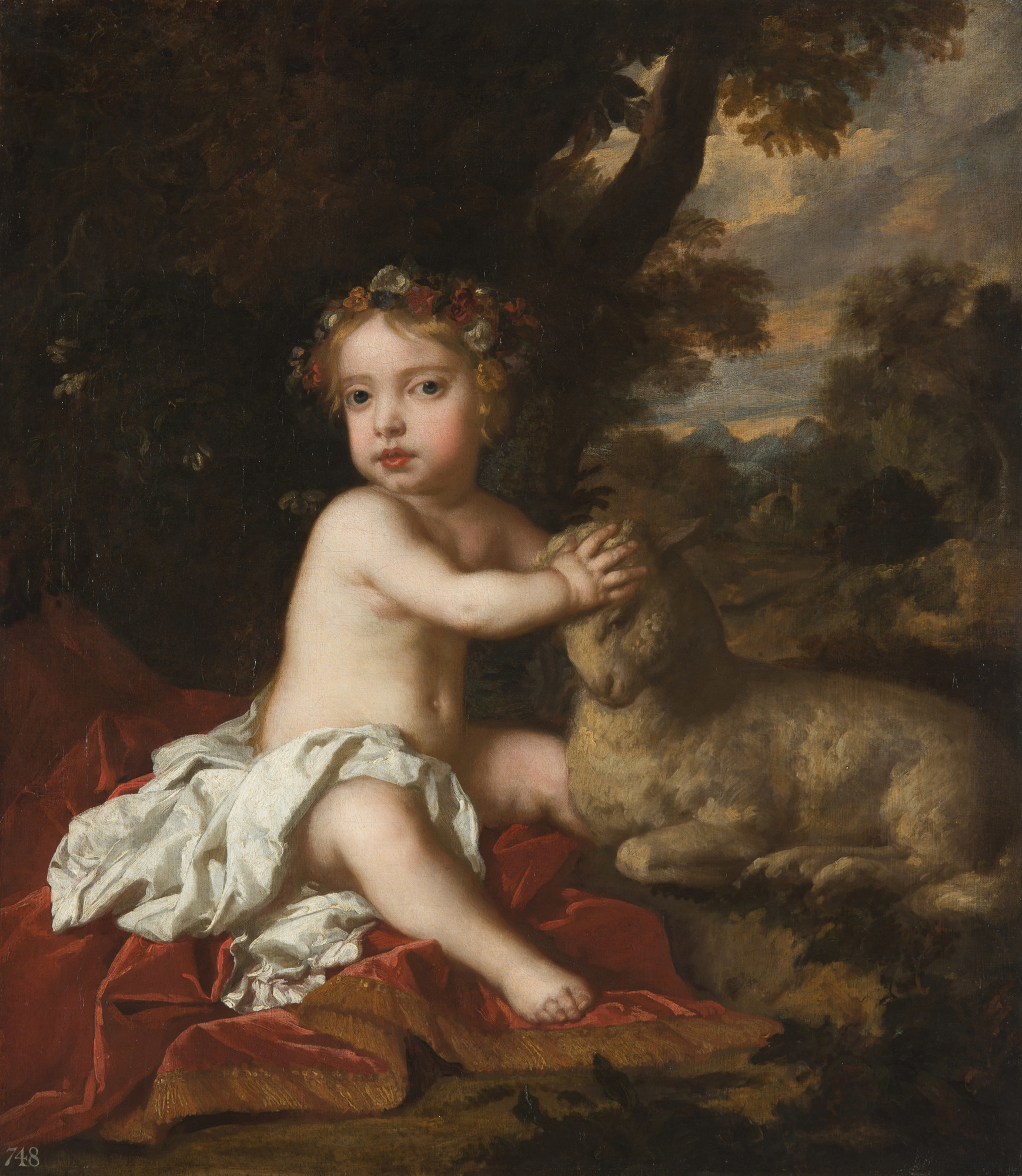
Портрет леди Изабеллы, дочери Марии и Джеймса.
Питер Лели, ок. 1677

Новость о болезни короля Карла II заставила герцогскую чету поторопиться с возвращением на родину: они опасались, что старший — незаконнорождённый — сын Карла II герцог Монмут, командующий английскими войсками, воспользуется ситуацией и захватит трон после смерти отца. Дело усугублялось тем, что Монмута поддерживали сторонники билля об отводе в Палате общин. Королю удалось выздороветь, однако, по его мнению, Йорки вернулись домой слишком рано, и он выслал герцогскую чету в Эдинбург, даровав брату должность лорда-верховного комиссара Шотландии; здесь с небольшими перерывами Мария и Джеймс провели следующие три года. Резиденцией Йорков стал Холирудский дворец, где Мария с супругом проживали вдвоём: леди Изабелла и леди Анна по приказу короля оставались в Лондоне. Супруги были отозваны в Лондон в феврале 1680 года и в октябре того же года вернулись в Эдинбург; в Лондоне их приняли со всеми почестями, а Джеймс был назначен королевским комиссаром Шотландии. В это же время Мария в последний раз виделась с Изабеллой, которая на тот момент являлась единственным ребёнком пары, пережившим младенчество; Марию огорчило расставание с ребёнком, что ещё больше усугубило принятие билля об отводе Палатой общин. Изабелла умерла в феврале 1681 года, что ввергло Марию в религиозную манию, обеспокоившую её врача. Вместе с новостью о смерти девочки в Холируд пришли вести о том, что мать Марии обвинена в финансировании заговора с целью убийства короля; обвинения оказались ложными, а клеветник был казнён по приказу короля. В июле того же года Марию и Джеймса навестила леди Анна, остававшаяся с мачехой и отцом до мая 1682 года.
Деятельность сторонников билля об отводе сошла на нет к маю 1682 года; ранее была остановлена деятельность про-билльского парламента, который больше не созывался в правление Карла II. Герцогская чета вернулась в Англию, где в августе 1682 года Мария родила дочь, названную Шарлоттой Марией и умершую три недели спустя. Смерть этого младенца, по словам французского посла, отняла у Джеймса «всякую надежду на то, что кто-то из его детей будет жить». Однако огорчение Джеймса было недолгим: вскоре был раскрыт заговор с целью убийства короля и герцога Йоркского и назначения на должность лорда-протектора герцога Монмута, благодаря чему к Джеймсу вернулась популярность. Возрождение Йорка было настолько сильным, что в 1684 году, через одиннадцать лет после исключения, он был возвращён в Тайный совет.

## Супруга короля

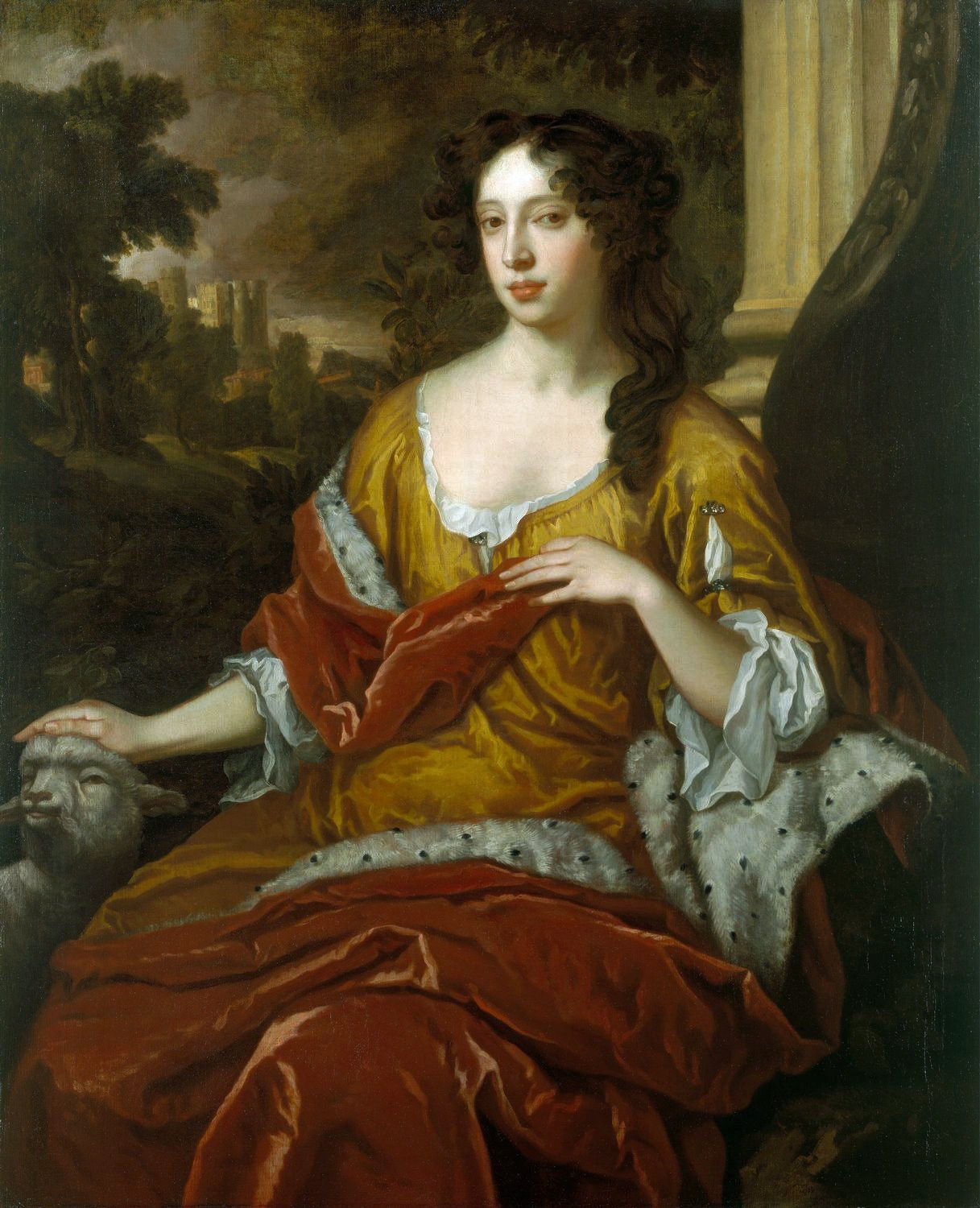
Портрет Марии Моденской кисти Питера Лели, 1680 год

Несмотря на весь ажиотаж вокруг отстранения от престолонаследия, Джеймсу удалось легко занять трон брата после его смерти 6 февраля 1685 года. Страна охотно приняла герцога Йоркского, именовавшегося теперь Яковом II, в качестве своего короля, поскольку альтернативой была гражданская война. Для Марии же восшествие на престол супруга было связано не только с радостью, но и горем от потери предыдущего монарха, который всегда был добр к ней. Совместная помпезная коронация Марии и Якова, обошедшаяся казне в 119 тысяч фунтов, состоялась 23 апреля, в день памяти святого Георгия; для церемонии королеве Ричардом де Бовуаром была изготовлена новая корона. Это была первая совместная коронация со времён коронации Генриха VIII и Екатерины Арагонской.
Здоровье новой королевы оставляло желать лучшего, поскольку она так и не оправилась после смерти дочери в 1681 году. Многие придворные в Англии и за её пределами полагали, что Мария скоро умрёт: тосканский посланник писал Козимо III Медичи, что «общее мнение [кто сменит Марию Моденскую на троне] говорит о том, что это будет принцесса [Анна Мария Луиза Медичи], дочь Вашего Высочества»; Франция тоже готовилась к скорой кончине королевы и в кандидатки в жёны Якову II была выбрана одна из дочерей герцога Энгиенского. Мария попыталась выдать Анну Марию Луизу Медичи за своего брата — Франческо II д’Эсте, однако договориться не удалось, поскольку принцесса не могла выйти замуж за того, кто не носил титул Королевского высочества и, кроме того, жених был сыном женщины, происходившей не из владетельного дома.
В феврале 1687 года Мария, оскорблённая продолжавшейся связью мужа с Кэтрин Седли, переехала в новые покои дворца Уайтхолл, который служил приютом для католических богослужений с декабря 1686 года. Покои королевы были спроектированы сэром Кристофером Реном и обошлись казне в тринадцать тысяч фунтов. Поскольку к этому моменту реконструирование дворца не было завершено, король, к большому огорчению супруги, принимал послов в её покоях. Пять месяцев спустя из Рима пришли вести о смерти матери Марии, и весь двор погрузился в траур; королева получила в наследство от Лауры Мартиноцци «большую сумму денег» и некоторые драгоценности. Незадолго до этого зять Якова II Вильгельм Оранский узнал о недовольстве народа правительством тестя; он воспользовался смертью матери королевы, чтобы отправить к английскому двору своего шпиона Вильгельма Нассау, приходившегося ему дядей по отцу.

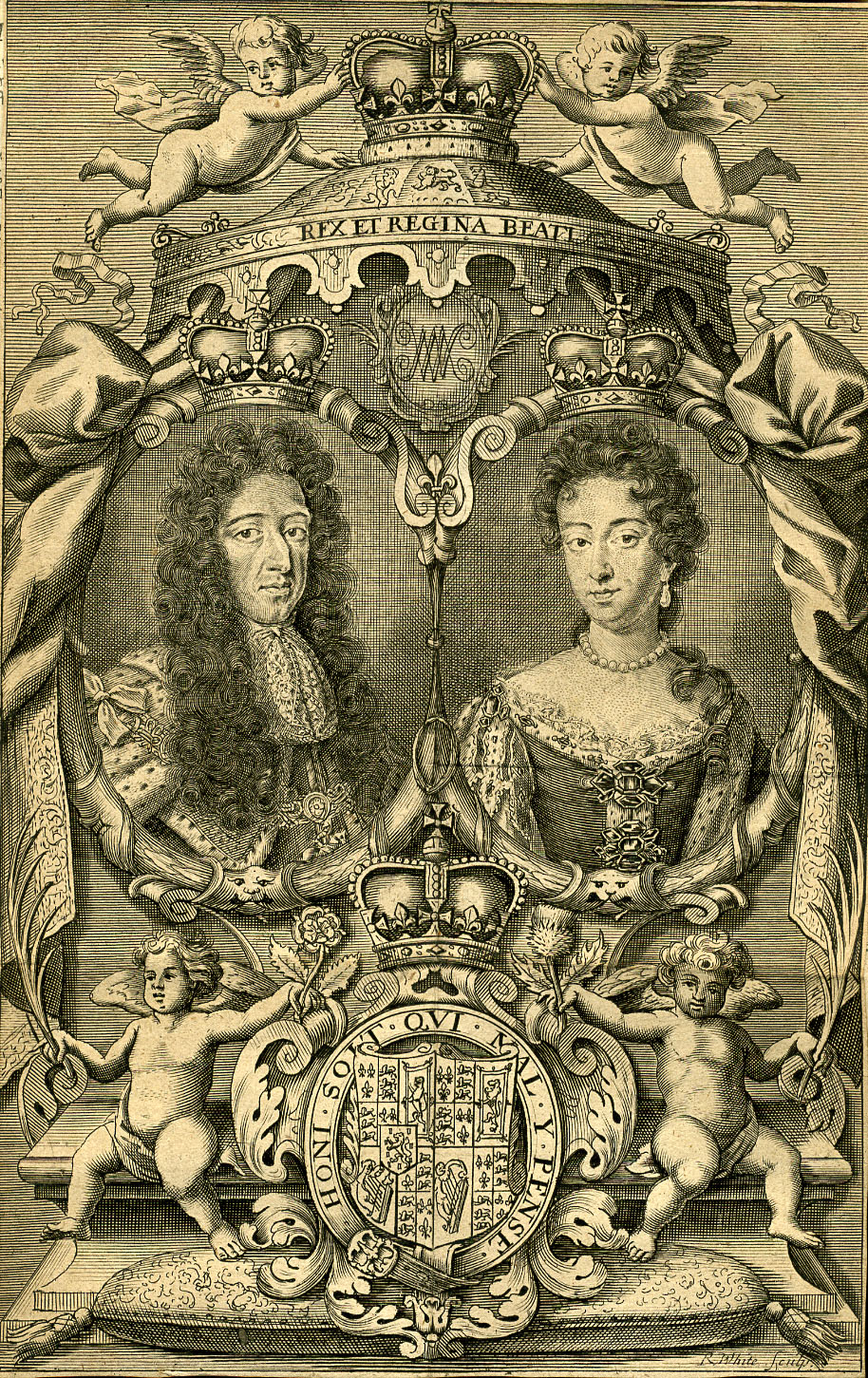
Мария и Вильгельм Оранские, сменившие на престоле Марию и Якова II

Во второй половине 1687 года Мария совершила паломничество в Бат в надежде на то, что целебные воды помогут ей забеременеть; поездка оказалась результативной, и к концу года королева находилась в положении. Незадолго до Рождества о беременности Марии было объявлено официально; реакция в стране была разной: католики ликовали и возносили молитвы за королеву, протестанты же оказались обеспокоенными возможным появлением у короля наследника-католика. Леди Анна, отношения с которой у Марии испортились из-за политики Якова II в отношении англиканской церкви, писала сестре, что подозревает королеву в симулировании беременности. Появление на свет в 1688 году мальчика разочаровало протестантов, многие из которых считали, что ребёнка подменили: популярной версией было то, что ребёнок королевы родился мёртвым и был заменён другим младенцем, названным Джеймсом Френсисом Эдуардом. Несмотря на многочисленных свидетелей, по традиции присутствовавших при родах, слух о подмене преподносился протестантами как факт. Одной из причин обоснованности этих слухов были личные предубеждения короля, позволившего присутствовать при родах фактически только католикам и иностранцам; принцесса Анна, которую появление на свет принца отдаляло от престолонаследия, в это время находилась на лечении в Бате, а протестантские прелаты не были допущены в родовые покои. Позднее Анне пришлось ответить сестре Марии, принцессе Оранской, на меморандум, состоявший из восемнадцати вопросов, касавшихся рождения Джеймса Фрэнсиса Эдуарда; она писала: «Я никогда не буду знать точно, истинный или ложный этот ребёнок. Он может быть нашим братом, но только Бог знает… какие бы изменения не произошли, вы всегда найдёте меня твёрдой в своей вере и преданной вам». Недостоверные и необъективные ответы Анны уверили её сестру в том, что народ считает их брата подменышем, а отца католическим перебежчиком. Шпион супруга Марии Оранской, вернувшись из Англии вскоре после рождения принца, согласился с мнением Анны.
Подписанное семью знатными вигами письмо, приглашавшее Вильгельма III Оранского вторгнуться в Англию, стало началом революции, свергнувшей Якова II. В письме виги заверили принца, что «девятнадцать из двадцати англичан по всему королевству» желают вторжения. Славная революция лишила новорождённого принца его прав на престол в первую очередь из-за того, что, как считали протестанты, в действительности он не был сыном короля, а во вторую — из-за принадлежности его к католической религии. Страна оказалась в руках пятнадцатитысячной армии Вильгельма. Марии с супругом пришлось покинуть страну: королева, переодевшись в платье прачки, вместе с сыном бежала во Францию под защиту короля Людовика XIV, который затем поддерживал притязания якобитов; Яков II присоединился к супруге несколько дней спустя.

## Королева за морем

### Двор Людовика XIV
Мария была лишена титулов королевы Англии и Ирландии 11 декабря 1688 года и Шотландии 11 мая 1689 года. В январе 1689 года в специальном порядке был созван парламент, который постановил, что король, бежав, отрёкся от престола, поэтому троны Англии и Ирландии теперь свободны. Аналогичное решение принял и парламент Шотландии. Вильгельм и Мария были провозглашены правителями всех трёх королевств как соправители. В декабре того же года английский парламент принял билль о правах, в котором первыми в порядке очереди шли потомки Марии II, за ними леди Анна и её потомки, а затем потомки Вильгельма III от возможных иных браков; потомки Якова и Марии из линии наследования исключались. Яков II, опиравшийся на поддержку Людовика XIV, по-прежнему считал себя королём и утверждал, что является им по божественному праву, и никакой парламент не может лишить его трона.
Изгнанные король и королева поселились в Сен-Жерменском дворце, где когда-то после Английской революции нашла приют мать Якова II Генриетта Мария; как и его мать, Яков II сформировал во Франции собственный двор в изгнании. Мария очень быстро стала популярна при французском дворе, располагавшемся в Версале, где известная мемуаристка мадам де Севинье восхваляла королеву за «уважительное отношение и находчивость». Однако у Марии случались разногласия с дофиной Марией Анной из-за неопределённости в вопросе, кто из них выше по статусу; несмотря на то, что Мария при французском дворе получила все привилегии, полагающиеся королеве, дофину ставили на порядок выше. Поскольку в Версале был введён строгий этикет, дофина предпочитала не видеться вовсе с английской королевой, нежели вступать с ней в открытый конфликт. Несмотря на это, французский король и его морганатическая супруга мадам де Ментенон стали очень близки с Марией. Поскольку во Франции на тот момент не было королевы, а после 1690 года не было и дофины, Мария стала по своему статусу главной женщиной при французском дворе, а её дочь, Луиза Мария, родившаяся в 1692 году, воспринималась как королевская принцесса вплоть до 1711 года, когда после смерти своего свёкра Великого Дофина новым дофинами стали герцог Бугундский и его жена Мария Аделаида Савойская, приходившаяся Якову II внучатой племянницей.

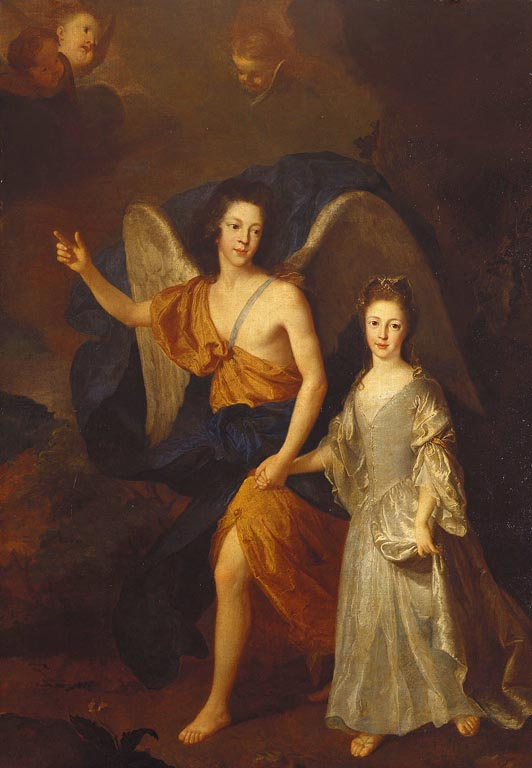
Аллегорический портрет Луизы Марии и её брата кисти Алексиса Саймона Белла, 1699 год
Портрет отображает отношения детей Марии: Джеймс изображён ангелом-хранителем, ведущим Луизу Марию под взорами херувимов

Луиза Мария стала последним ребёнком Марии и Якова II и большим утешением для матери. Поскольку рождение сына Марии сопровождалось обвинениями в подмене, во избежание нового скандала Яков направил приглашение на роды не только своей дочери-королеве Марии, но и многим другим дамам-протестанткам. Историк-виггист Маколей позже прокомментировал предосторожность Якова: «Если бы некоторые из этих свидетелей имели приглашение в Сент-Джеймсский дворец на утро десятого июня 1688 года, дом Стюартов мог бы, пожалуй, и сейчас быть правящим на нашем острове. Но проще удержать корону, чем вернуть её. Могло быть правдой и то, что клеветническая басня была придумана ради привлечения внимания к Революции. Но и теперь из этого ни в коем случае не следовало полного опровержения той басни и последующей за ним Реставрации. Ни одна леди не пересекла море по зову Якова. Его королева благополучно разрешилась дочерью, но это событие не произвело никакого впечатления на общественное сознание в Англии». Первое имя принцесса получила в честь своего крёстного короля Людовика XIV; крёстной Луизы Марии стала невестка Людовика XIV Елизавета Шарлотта Пфальцская, герцогиня Орлеанская. После рождения девочки Яков II объявил, что принцесса была послана Богом своим родителям, находившимся в бедственном положении, в качестве утешения; впоследствии Луизу Марию нередко называли La Consolatrice (утешительница).
В отличие от деятельной жены Яков II практически не участвовал в жизни французского двора: придворные считали его ужасно скучным и часто шутили, что «когда кто-то говорит с ним, он понимает, почему он [Яков] оказался здесь». В марте 1689 года Яков II, при первоначальной поддержке ирландских католиков, предпринял попытку высадиться в Ирландии, но был разбит в июле следующего года в битве на реке Бойн войсками Вильгельма III Оранского. Во время этой кампании Мария поддерживала якобитов по всем Британским островам: она продала свои драгоценности, чтобы отправить три французских корабля со снабжением в залив Бантри и две тысячи фунтов восставшим якобитам в Данди. Хотя королевская чета получала на содержание своего двора солидную пенсию в размере пятидесяти тысяч фунтов от французского короля, двор Стюартов в изгнании преследовали финансовые трудности. Несмотря на это, Мария всеми силами старалась помогать обедневшим последователям её мужа и наставляла своих детей следовать её примеру: так, Луиза Мария оплачивала из собственных средств обучение дочерей якобитов, независимо от их вероисповедания.
6 сентября 1694 года умер бездетный брат Марии Франческо II д’Эсте; единственным законным претендентом на Моденское герцогство и главенство в доме д’Эсте стал дядя королевы — кардинал Ринальдо. Мария, переживавшая за будущее династии, написала дяде письмо, в котором призывала его отказаться от духовного сана «ради благополучия людей и увековечивания суверенного дома Эсте». Кардинал отказался от сана в марте 1695 года и приступил к поискам невесты. 11 февраля следующего года он женился на Шарлотте Брауншвейг-Люнебургской; в поздравительном письме Мария писала, что Ринальдо не удалось бы найти себе жену с более мягким нравом. Однако на этом тёплые отношения Марии с родственником закончились, и вскоре между ними произошёл разрыв из-за наследства и приданого Марии. Ринальдо отказался выплатить наследство и остался должен королеве пятнадцать тысяч фунтов из её приданого. В 1700 году долг по приданому был выплачен, но наследство так и осталось в Модене; Мария, отчаянно нуждавшаяся в деньгах, потеряла всякую надежду договориться с дядей, когда он вступил в союз с императором Леопольдом I, который соперничал с Людовиком XIV за гегемонию в Европе.

### Последние годы
В марте 1701 года во время мессы в Сен-Жерменском дворце Яков II перенёс инсульт, частично парализовавший его. По рекомендации Фагона, личного врача французского короля, Мария отвезла супруга на лечебные воды Бурбон-л’Аршамбо. Улучшение не наступало, и в июне королевская чета вернулась в Париж, чтобы отметить дни рождения детей; два месяца спустя Яков перенёс второй инсульт и умер 16 сентября. За несколько дней до смерти его навестили Луиза Мария и Джеймс Фрэнсис Эдуард. После смерти Якова II Людовик XIV, в нарушение Рейсвейкского мирного договора, провозгласил Джеймса Эдуарда Фрэнсиса королём Англии, Шотландии и Ирландии под именем Якова III. Ради безопасности детей Мария была вынуждена переправить их в Пасси под защиту Антуана Номпар де Комона и его жены. Поскольку её сын был несовершеннолетним, Мария формально была объявлена регентом; она председательствовала на регентском совете, но политикой не интересовалась. Согласно последней воле супруга, Мария должна была освободить регентский пост в день восемнадцатилетия сына.
Облачившаяся на всю оставшуюся жизнь в траур королева первым регентским актом распространила манифест, излагавший требования молодого короля относительно англо-шотландского трона. Все эти требования были проигнорированы в Англии, но шотландские лорды отправили во Францию своего посланника лорда Белхейвена, предложившего в обмен на трон передать под их опеку короля и обратить его в протестантизм. Белхейвен объяснил, что смена религии поможет Джеймсу Фрэнсису Эдуарду занять английский трон после смерти Вильгельма III Оранского. Ярая католичка Мария отказалась сменить сыну религию, но был достигнут компромисс: если её сын станет королём, то в Англии будет ограниченное количество священников-католиков и не возникнет никаких притеснений в отношении Церкви Англии. Кроме того, лорды обещали, что сделают всё возможное, дабы воспрепятствовать наследованию трона Ганноверской династии.
8 марта 1702 года Вильгельм III Оранский умер; на следующий день в Инвернессе лорд Лават объявил Джеймса Фрэнсиса Эдуарда королём. Вскоре после этого он прибыл к французскому двору, где стал умолять королеву отпустить сына в Шотландию; Лават намеревался собрать пятнадцатитысячную армию, чтобы посадить короля на его трон. Однако Мария, опасавшаяся, что в Шотландии её сына попросту убьют, отказалась расставаться с ним, и восстание, задуманное шотландскими лордами, провалилось. На троне оказалась вторая дочь Якова II от первого брака Анна, с которой в молодости была дружна Мария. Ещё в 1696 году королевский двор в изгнании получил письмо от Анны, в котором она просила у отца разрешения на наследование Вильгельму III, правившему после смерти Марии II единолично. При этом она обещала при удобном случае вернуть в линию наследования своих единокровных брата и сестру, однако Яков II отказал дочери. Когда Анна пришла к власти и Мария напомнила ей об обещании, та проигнорировала его, согласившись с актом о престолонаследии от 1701 года, отстранявшем от трона всех Стюартов-католиков.
Мария отказалась от регентства при сыне, когда Джеймсу исполнилось шестнадцать лет. Бывшая королева, в юности мечтавшая стать монахиней, нашла духовное успокоение в монастыре в Шайо, основанном другой королевой в изгнании — Генриеттой Марией Французской; здесь Мария сблизилась с Луизой де Лавальер, каявшейся любовницей короля Людовика XIV. В монастыре Мария в сопровождении дочери оставалась на длительные периоды почти каждое лето.

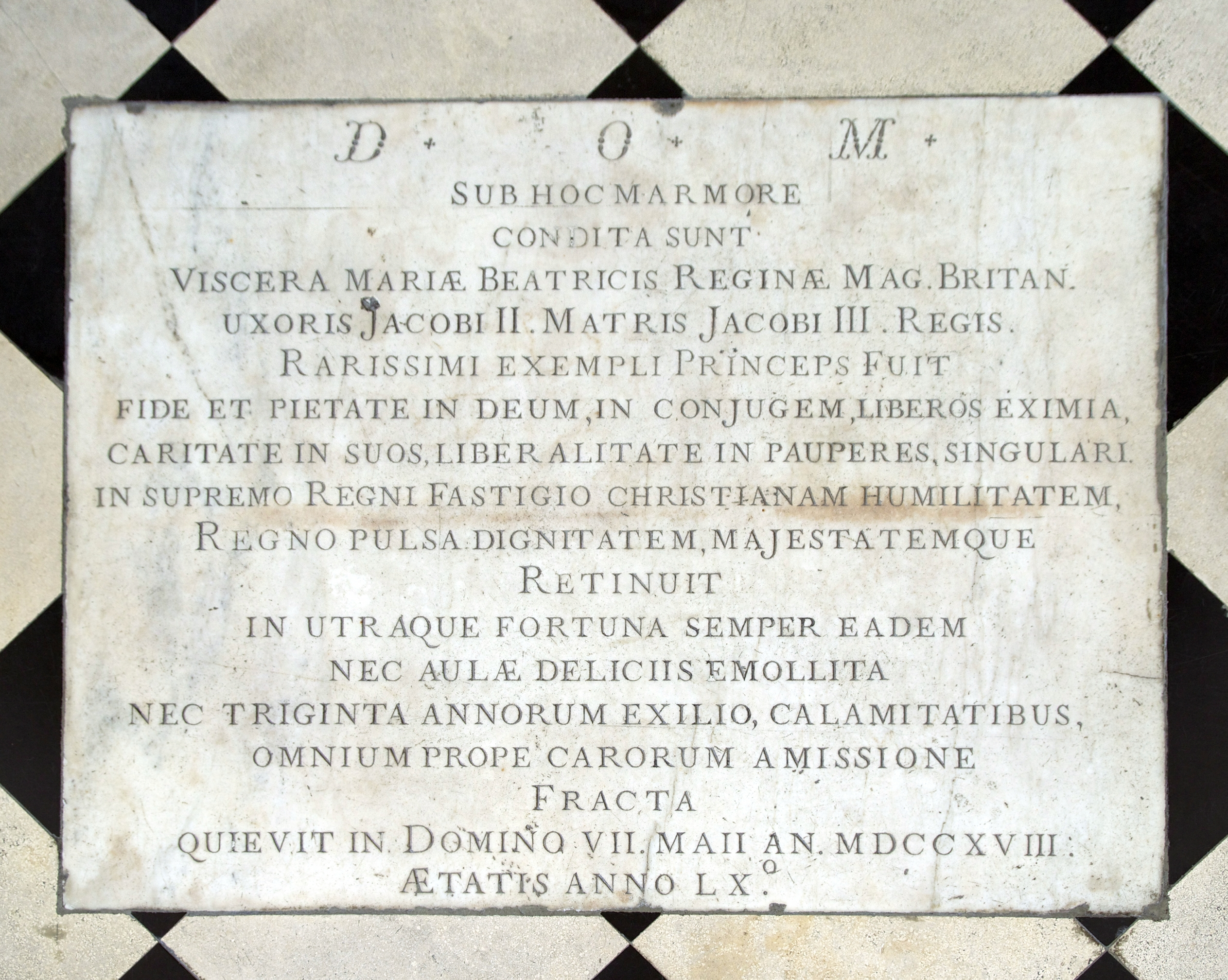
Мемориальная доска в часовне Шотландский колледж (Париж) в Париже, где погребены внутренние органы Марии Моденской

В апреле 1712 года и Джеймс и Луиза Мария заболели оспой. В то время как принц пошёл на поправку, его сестра не смогла справиться с недугом: Луиза Мария умерла 18 апреля и была погребена рядом с отцом в церкви английских бенедиктинцев в Париже. Смерть принцессы опечалила многих представителей знати, даже тех, кто выступал против Стюартов-католиков или открыто ненавидел её отца и брата; среди скорбящих была и её сестра, королева Анна. Мария, для которой принцесса была не только любимой и единственной дочерью, но и ближайшей подругой, была буквально разбита. В следующем году Мария узнала, что по результатам Утрехтского мирного договора король Людовик XIV отказался от дальнейшей поддержки притязаний Джеймса на английский и шотландский троны; это означало, что единственный ребёнок Марии должен будет покинуть Францию.
Оставшись в полном одиночестве и фактически в нищете, Мария доживала свои дни в Шайо и Сен-Жермене; ей пришлось одалживать лошадей для поездок у французского короля, поскольку все её лошади умерли, а средств для покупки новых у неё не было. Ситуация ещё больше усложнилась, когда в 1715 году умер король Людовик XIV, а регент, Филипп II Орлеанский, несмотря на дружбу его матери с Марией, симпатии к ней не испытывал. Сама Мария умерла 7 мая 1718 года в Сен-Жерменском дворце от воспаления лёгких, осложнённого операцией по удалению опухоли молочной железы или от самого рака молочной железы. За несколько месяцев до смерти она писала своей подруге мадам Приоло: «Я не могу сказать, что чувствую себя больной, но также я обнаружила уплотнение в груди, а три дня назад я нашла ещё одну раковую опухоль рядом с первой, но меньшую размером…». Тело бывшей королевы было погребено в монастыре Шайо, а её сердце и другие органы — в часовне Шотландского колледжа в Париже. Современники Марии, среди которых были герцогиня Орлеанская, герцог Сен-Симон и маркиз де Данжо, считали её святой.

## Потомство
Прежде, чем родить долгожданного наследника, Мария перенесла несколько беременностей, окончившиеся выкидышами или рождением детей, умиравших вскоре после появления на свет. Наследник, названный Джеймсом Фрэнсисом Эдуардом, появился на свет в 1688 году; эта беременность Марии наступила после шестилетнего перерыва. Предположительно из двенадцати беременностей Марии только семь завершились рождением живых детей:
- Екатерина Лаура (10 января — 3 октября 1675)[130].
- Изабелла (28 августа 1676 — 2 марта 1681)[131].
- Чарльз (7 ноября — 12 декабря 1677) — герцог Кембриджский[130].
- Елизавета (1678) — умерла сразу после рождения[132].
- Шарлотта Мария (16 августа — 16 октября 1682)[133].
- Джеймс Фрэнсис Эдуард (10 июня 1688 — 1 января 1766) — претендент на трон Англии и Шотландии под именем Якова III и Якова VIII соответственно; был женат на польской принцессе Марии Клементине Собеской, которая родила ему двоих сыновей — Карла Эдуарда и Генриха Бенедикта[134].
- Луиза Мария (28 июня 1692 — 18 апреля 1712) — умерла от оспы[96]; замужем не была, детей не имела[135].

## Герб и генеалогия

### Герб

Герб Марии основан на гербе её мужа, объединённом с гербом её отца. Щит увенчан короной святого Эдуарда. Щитодержатели: на зелёной лужайке золотой, вооружённый червленью и коронованный такой же короной леопард [восстающий лев настороже] и лазоревый орёл, коронованный золотой тиарой и вооружённый червленью.
Щит разделён надвое: справа — английский королевский герб Стюартов (начетверо: в первой и четвёртой частях королевский герб Англии [в 1-й и 4-й частях в лазоревом поле три золотых лилии (французский королевский герб), во 2-й и 3-й частях в червлёном поле три золотых вооружённых лазурью леопарда (идущих льва настороже), один над другим (Англия)]; во второй части в золотом поле червлёный, вооружённый лазурью лев, окружённый двойной процветшей и противопроцветшей внутренней каймой [Шотландия]; в третьей части в лазоревом поле золотая с серебряными струнами арфа [Ирландия]). Слева элементы герба дома д’Эсте (начетверо): в первой и четвёртой частях — в золотом поле чёрный, вооружённый червленью и коронованный золотом орёл [Модена]; во второй и третьей частях — в лазоревом поле с червлёно-золотой заострённой каймой три золотых лилии [Феррара].

## Комментарии
1. ↑  После 1688 года и до смерти супруга в сентябре 1701 года считалась королевой якобитами и некоторыми католическими странами.
2. ↑  Модена и Франция в то время уже использовали Григорианский календарь; в то же время Англия, Шотландия и другие протестантские страны центральной Европы всё ещё жили по Юлианскому календарю. В 1658 году разница между двумя календарями составляла десять дней.
3. ↑  Вильгельм был сыном родной сестры королей Карла II и Якова II — Марии Стюарт.
4. ↑  В действительности, Луиза Мария не имела права на этот титул, поскольку не являлась старшей дочерью английского монарха. Однако аналогичный французский титул мадам Руяль давался старшей незамужней дочери короля; на момент рождения принцессы обе дочери Якова II от первого брака были замужем.
5. ↑  В Шотландии — Якова VIII.
6. ↑  Как отмечает историк Элисон Уэйр, за первые десять лет брака Мария перенесла десять беременностей[128].